# Anita Briem
Anita Briem (ur. 29 maja 1982 w Islandii) – islandzka aktorka filmowa, telewizyjna i teatralna.
Anita zaczęła grać w wieku dziewięciu lat w National Theatre of Iceland. Jako szesnastolatka przeprowadziła się do Londynu, gdzie kontynuowała edukację w szkole teatralnej, wtedy też zdecydowała, że chce zostać profesjonalną aktorką. W 2004 roku ukończyła Royal Academy of Dramatic Art w Londynie. Występowała w roli królowej Jane Seymour w drugim sezonie serialu historycznego wyprodukowanego przez stację BBC i Showtime Dynastii Tudorów.

## Życie prywatne
Jej rodzicami są perkusista Gunnlaugur Briem i wokalistka Erna Þórarinsdóttir.

## Filmografia
- 2004: Doctors jako Anneka Marsh
- 2005: Zakonnica (The Nun, La Monja) jako Eve
- 2005: Doktor Who jako Sally Jacobs
- 2006: The Evidence jako Emily Stevens
- 2006: Köld slóð (Cold Trail) jako Elín
- 2008: Dynastia Tudorów (The Tudors) jako Jane Seymour
- 2008: Podróż do wnętrza Ziemi 3D (Journey to the Center of the Earth 3-D) jako Hannah Ásgeirsson
- 2009: The Storyteller jako Nicole